# Подвисоке (Люблінське воєводство)
Подвисоке (пол. Podwysokie) — село в Польщі, у гміні Скербешів Замойського повіту Люблінського воєводства. Населення — 139 осіб (2011).

## Історія
За даними етнографічної експедиції 1869—1870 років під керівництвом Павла Чубинського, у селі переважно проживали польськомовні римо-католики, меншою мірою — греко-католики, які також розмовляли польською.
У 1975—1998 роках село належало до Замойського воєводства.

## Демографія
Демографічна структура станом на 31 березня 2011 року:
|          | Загалом | Допрацездатний вік | Працездатний вік | Постпрацездатний вік |
| -------- | ------- | ------------------ | ---------------- | -------------------- |
| Чоловіки | 67      | 10                 | 45               | 12                   |
| Жінки    | 72      | 12                 | 27               | 33                   |
| Разом    | 139     | 22                 | 72               | 45                   |